# Chiesa di Sant'Angelo della Pace
La chiesa di Sant'Angelo della Pace in Porta Sole, detta anche "oratorio dell'Angelo della Pace", è un oratorio sconsacrato, situato all'angolo di via delle Prome, a Porta Sole, in vista di uno dei bei panorami di Perugia. 

Le fu attribuita questa denominazione per distinguerla da Sant'Angelo di Porta Sant'Angelo. 
Dal 2009 è la "Sala Binni" della Biblioteca Augusta

## Storia
Comunemente nota come "chiesina" per le piccole e caratteristiche dimensioni, Sant'Angelo della Pace è situata lungo i resti della ex fortezza di Porta Sole, fortezza che l'abate di Monmaggiore, il legato pontificio Girardo di Puy, fece costruire tra il 1372-1375 su progetto di Matteo Gattapone distruggendo una parte delle mura etrusche. 
Successivamente la fortezza «andò distrutta nel 1376 con la cacciata dell'abate di Monmaggiore, lasciando in parte libera l'area fino al XVI secolo»..
Nel 1548 il cardinale Tiberio Crispo, per conto di papa Paolo III Farnese, fece edificare su disegno di Galeazzo Alessi una loggia panoramica come recita l'iscrizione lungo la trabeazione esterna, nel fregio della facciata e del fianco destro, con cinque arcate che si aprivano verso la sottostante valle e la campagna perugina, che serviva «per comodo di chiunque voleva approfittarne per prendere aria stando al coperto».
Lo stesso Crispo, trascorsi due anni, fece chiudere lo spazio sotto gli archi trasformando la loggia da luogo civico a spazio religioso, «in oratorio dedicato all'Angelo della pace, per esprimere la volontà di conciliazione dell'autorità pontificia con la cittadinanza dopo la guerra del sale»
L'oratorio, come la Via Nuova e la chiesa di Santa Maria del Popolo, è testimonianza dell'attività dell'architetto perugino Galeazzo Alessi ancora orientato sullo stile del Sangallo.
Nel cinquecento sono le confraternite religiose a succedersi nella cura della Chiesa di Sant'Angelo della Pace.
Nel 1557 fu affidata alla Compagnia dei Muratori, poi nel 1661 alla Fraternita Assunta dei Lanari o dei Battilana .
Successivamente fu sede dell'Accademia del Disegno (oggi Accademia di Belle Arti), e nel 1805 la chiesa divenne luogo di riunioni della Compagnia della Santissima Croce, che ne divenne proprietaria nel 1819.
Nel 1861 la chiesa fu demanializzata e sconsacrata, diventando di proprietà della famiglia Conestabile della Staffa fino al 1962. 
Nel 1946 l'oratorio divenne sede del circolo locale della FUCI Giuseppe Toniolo, poi istituto Giancarlo Conestabile e Luigi Piastrelli, grazie ai rapporti di profonda amicizia e collaborazione tra Giancarlo e Alessio Conestabile della Staffa, i figli di Francesco, e monsignor Luigi Piastrelli, fondatore negli anni venti del Circolo Toniolo.
Nel 1964 il Palazzo Conestabile della Staffa e il suo annesso oratorio venne ceduto al Comune di Perugia per farne la nuova sede della Biblioteca Augusta.
Con i lavori di ristrutturazione di Palazzo Conestabile, avvenuti nel 1969, la chiesetta venne utilizzata come deposito della Biblioteca Augusta.
Nel 2009 l'aula della chiesa è stata restaurata riportando alla luce gli affreschi raffiguranti motivi barocchi, ed è stata intitolata a Walter Binni, recuperandone l'uso pubblico per eventi ed incontri promossi dalla biblioteca ed utilizzata anche per matrimoni civili.
L'oratorio ha una capienza di circa quaranta persone.
L'edificio adiacente alla chiesa ospitò dal 1573 fino al 1812 l'Accademia dei disegnatori e matematici, trasferita all'attuale Accademia di belle arti della chiesa di San Francesco al Prato di Perugia. 

Ai membri dell'Accademia del disegno «fu concessa la Cappella di S.Angelo della Pace nel monte, fabbricata con molto vago ordine di Architettura, che riconoscendo questo per gratia singulare, elessero avvocato nel Cielo S. Michele Arcangelo, et cominciarono a ragunarsi ogni Domenica».

## Struttura

### Esterno

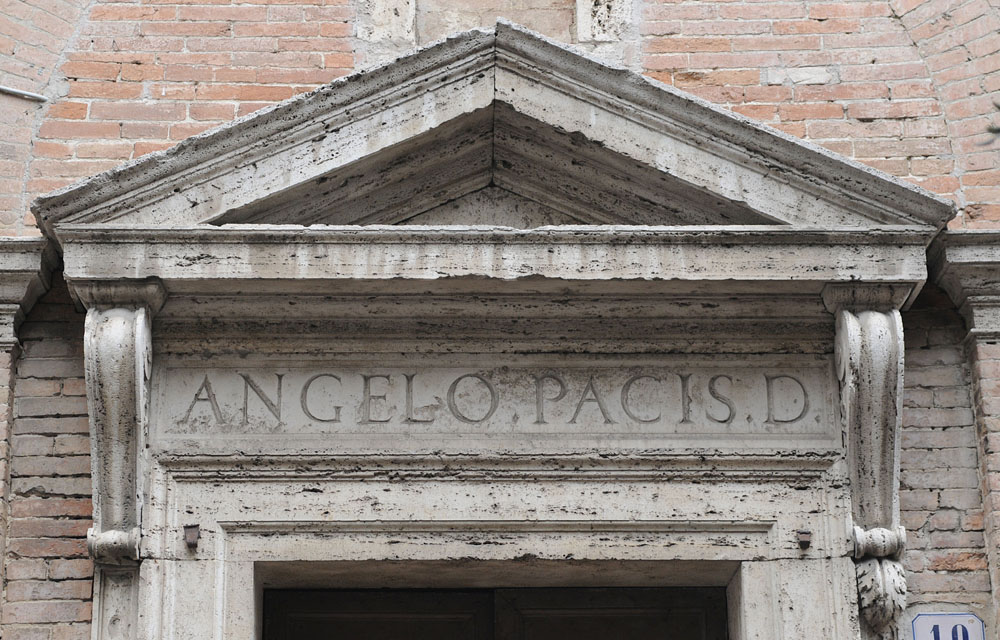
Chiesa Sant'Angelo della Pace in Porta Sole: il timpano triangolare poggiato su mensole

La loggia originaria era a pianta rettangolare, larga otto e profonda quasi quindici metri, accessibile solo dalla piazza e con un parapetto nei restanti tre lati, con otto pilastri nel perimetro in laterizio appoggiati su un alto basamento a formare otto arcate, cinque aperte e tre addossate agli edifici contigui.
Il portale è interamente in travertino, con timpano triangolare poggiato su mensole che generano un alto fregio su cui si legge a lettere capitali ANGELO.PACIS.D a testimonianza della trasformazione della loggia civica in edificio religioso celebrativo.
La facciata della chiesa ha quattro pilastri poggianti su piedistalli, ed è d'ordine dorico mentre la porta è ornata nel modo ionico.

### Interno

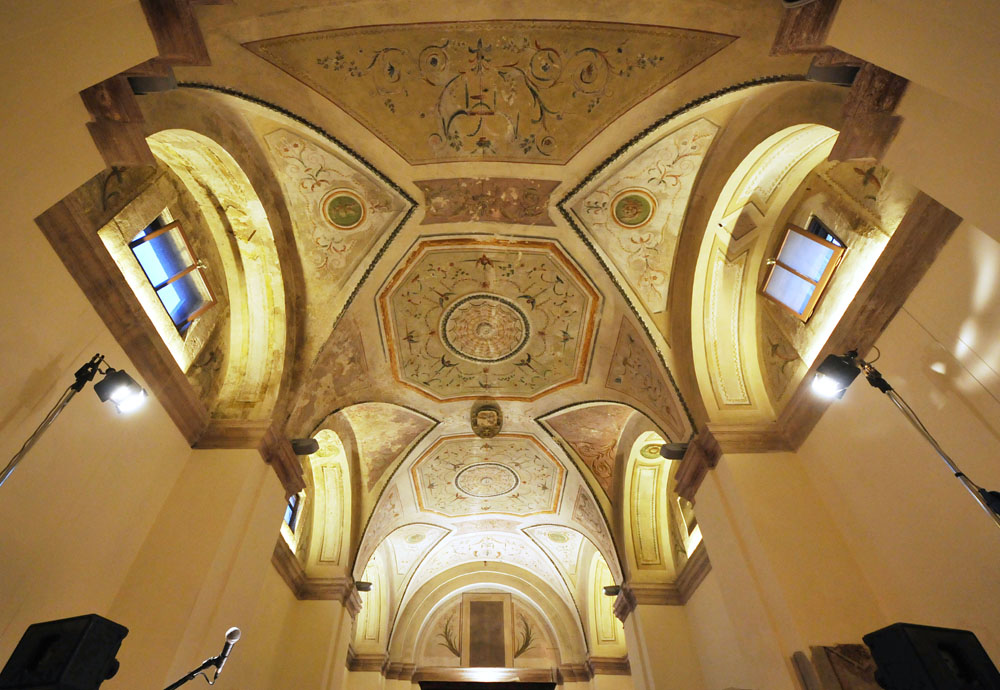
Chiesa Sant'Angelo della Pace in Porta Sole: affreschi delle volte, delle lunette e delle pareti

I recenti lavori di restauro del 2009 hanno riportato alla luce gli affreschi delle volte, delle lunette e delle pareti con temi ispirati ad elementi della natura, con festoni e grottesche, «e sono inseriti in un rigoroso disegno geometrico che sottolinea gli innesti delle lunette e ripercorre a motivi ottagonali le superfici residuali della volta principale. Al centro il blasone cardinalizio».
È con la Confraternita dei Battilana che il luogo «acquisisce i connotati e gli arredi specifici del luogo di culto» con l'altare maggiore e due laterali nelle arcate intermedie e con numerosi quadri alcuni realizzati da Benedetto Bandiera e Giovan Francesco Bassotti, pittori perugini del primo Seicento, ed altri ancora rimasti anonimi.